# El bon pastor (pel·lícula)
|  | Per a altres significats, vegeu «El Bon Pastor». |

El bon pastor (títol original en anglès: The Good Shepherd) és una pel·lícula nord-americana de 2006, dirigida per Robert De Niro. La pel·lícula narra la vida d'Edward Wilson (Matt Damon), un universitari que va formar part dels fundadors de la CIA. És una història verídica sobre la vida de James Jesus Angleton i els seus quaranta anys de servei durant la guerra freda. El film mostra els problemes emocionals soferts per ell i la seva família al llarg de la seva existència intentant compatibilitzar la seva grisa vida familiar amb l'arriscada professió.

## Argument
Per a Edward Wilson (Matt Damon), testimoni del suïcidi del seu pare i membre de Skull and Bones, una confraria d'elit de la Universitat Yale, l'honor i la discreció són valors primordials. L'afecció a aquests valors el va portar a participar en activitats d'espionatge durant la guerra, per després unir-se a la CIA, l'agència governamental que s'acabava de crear, per treballar en les conseqüències de la guerra.
Influenciat per l'atmosfera sospitosa provocada per la guerra freda a tota l'agència, Wilson cada cop desconfia més. El seu poder creix, però cada cop té menys confiança en els que l'envolten. Quan el seu fill, que no ha vist créixer, anuncia que marxa de casa per fer la seva vida, s'adona dels sacrificis que ha fet al llarg de la seva carrera, de la mateixa manera que el seu nom està a punt de ser difamat per l'escàndol a conseqüència del fracàs nord-americà en la Badia de Cochinos, a Cuba.

## Repartiment
- Matt Damon, com Edward Wilson.
- Angelina Jolie, com Margaret 'Clover' Russell.
- Michael Gambon, com a Dr. Fredericks.
- John Turturro, com Ray Brocco.
- William Hurt, com Phillip Allen.
- Robert De Niro, com Bill Sullivan.
- Eddie Redmayne, com Edward Wilson Jr.
- Tammy Blanchard, com Laura.
- Mark Ivanir, com Valentin Mironov / Yuri Modin.
- John Sessions, com Valentin Mironov #2.
- Martina Gedeck, com Hanna Schiller.
- Alec Baldwin, com Sam Murach.
- Lee Pastura, com Richard Hayes.
- Oleg Shtefanko, com Ulysses / Stas Siyanko.
- Billy Crudup, com Arch Cummings.
- Keir Dullea, com a Senador John Russell, Sr.
- Joe Pesci, com Joseph Palmi.
- Timothy Hutton, com Thomas Wilson.
- Gabriel Macht, com John Russell, Jr.

## Fets reals
És una pel·lícula de ficció basada en esdeveniments reals i es va publicitar com que narra la història inèdita del naixement del contraespionatge en la CIA. El principal personatge de la pel·lícula, Edward Wilson (Matt Damon), està basat en James Jesus Angleton i, en part, en el responsable d'operacions Richard Bissell. El personatge de William Hurt, Phillip Allen, es basa en Allen Dulles, mentre que el General Bill Sullivan, interpretat per Robert De Niro, es basa en el General de Divisió (General Major), William Joseph Donovan.